# Nils von Kantzow
Nils Gustav von Kantzow (30 agosto 1885 – 7 novembre 1967) è stato un ginnasta svedese.
Era un nobile e ufficiale ed è stato sposato con Carin von Kantzow.

## Palmarès

### Olimpiadi
- Oro a Londra 1908 nel concorso a squadre.